# Heitlingen
Heitlingen ist der kleinste Stadtteil von Garbsen in Niedersachsen.

## Geografie
Nach Westen hin grenzt Heitlingen an Osterwald Oberende, im Süden an Stelingen. Östlich befindet sich der Flughafen Hannover und nördlich der Ortsteil Resse der Gemeinde Wedemark.

## Politik

### Ortsrat
Der Ortsrat der Ortschaft Osterwald, der die Orte Osterwald Oberende, Osterwald Unterende und Heitlingen vertritt, setzt sich aus zwei Ratsfrauen und sieben Ratsherren zusammen.
Sitzverteilung
- SPD: 3 Sitze
- CDU: 3 Sitze
- FDP: 1 Sitz
- Grüne: 1 Sitz
- AFD: 1 Sitz

(Stand: Kommunalwahl 2021)

### Ortsbürgermeister
Der Ortsbürgermeister ist Norbert Gehrke (SPD). Sein Stellvertreter ist Rolf-Günther Traenapp (CDU).

### Wappen
Der Entwurf des Wappens von Heitlingen stammt von dem in Gadenstedt geborenen und später in Hannover lebenden Heraldiker und Grafiker Alfred Brecht, der auch die Wappen von Aligse, Bantorf, Barrigsen und vielen anderen Ortschaften im Landkreis Hannover entworfen hat. Das Wappen wurde am 31. Juli 1962 durch den Regierungspräsidenten in Hannover erteilt.
| Wappen von Heitlingen | Blasonierung: „In Grün im goldenem Schildhaupt drei grüne Birkenblätter, darunter ein abgerissener silberner Pferdekopf.“ |
| Wappen von Heitlingen | Wappenbegründung: Die drei obigen Birkenblätter weisen darauf hin, dass einst das Dorf Heitlingen mit seiner vom Auterbach durchzogenen Gemarkung von 572 ha, aus einem Rittergut mit drei Meierhöfen und drei Anbauern bestand, und dass sich eine hier beginnende, lange Birkenallee, windungsreich bis nach Resse abzweigt. Der Pferdekopf symbolisiert das Hannoversche Pferd, das hier die Bauern seit Väter Tagen auf allen Höfen gehalten und gezüchtet haben. Die Liebe zu den edlen Vierbeinern haben sie auch in der Epoche immer fortschreitender Motorisierung und Mechanisierung der Landwirtschaft bewahrt, so dass man auf den meisten Höfen noch Pferde findet. |

## Kultur und Sehenswürdigkeiten

### Bauwerke
- In Heitlingen findet sich das Rittergut Heitlingen mit restaurierten Parkanlagen, das als Wasserburg Hetlaghe schon um 1310 urkundliche Erwähnung fand.[3]

### Baudenkmäler
→ Siehe Liste der Baudenkmale in Heitlingen

## Sonstiges
1982 stürzte nördlich von Heitlingen ein Kleinflugzeug ab. Dabei überlebte lediglich ein Insasse von Vieren, bei dem es sich um Uli Hoeneß handelte. Der Skirennläufer Wolfgang Junginger kam dabei ums Leben.